# 永靖五福宮
23°54′40″N 120°32′25″E / 23.911001°N 120.540353°E
永靖五福宮，是位於臺灣彰化縣永靖鄉五福村的土地祠，今武德殿造型建築為1930年建立。

## 建物

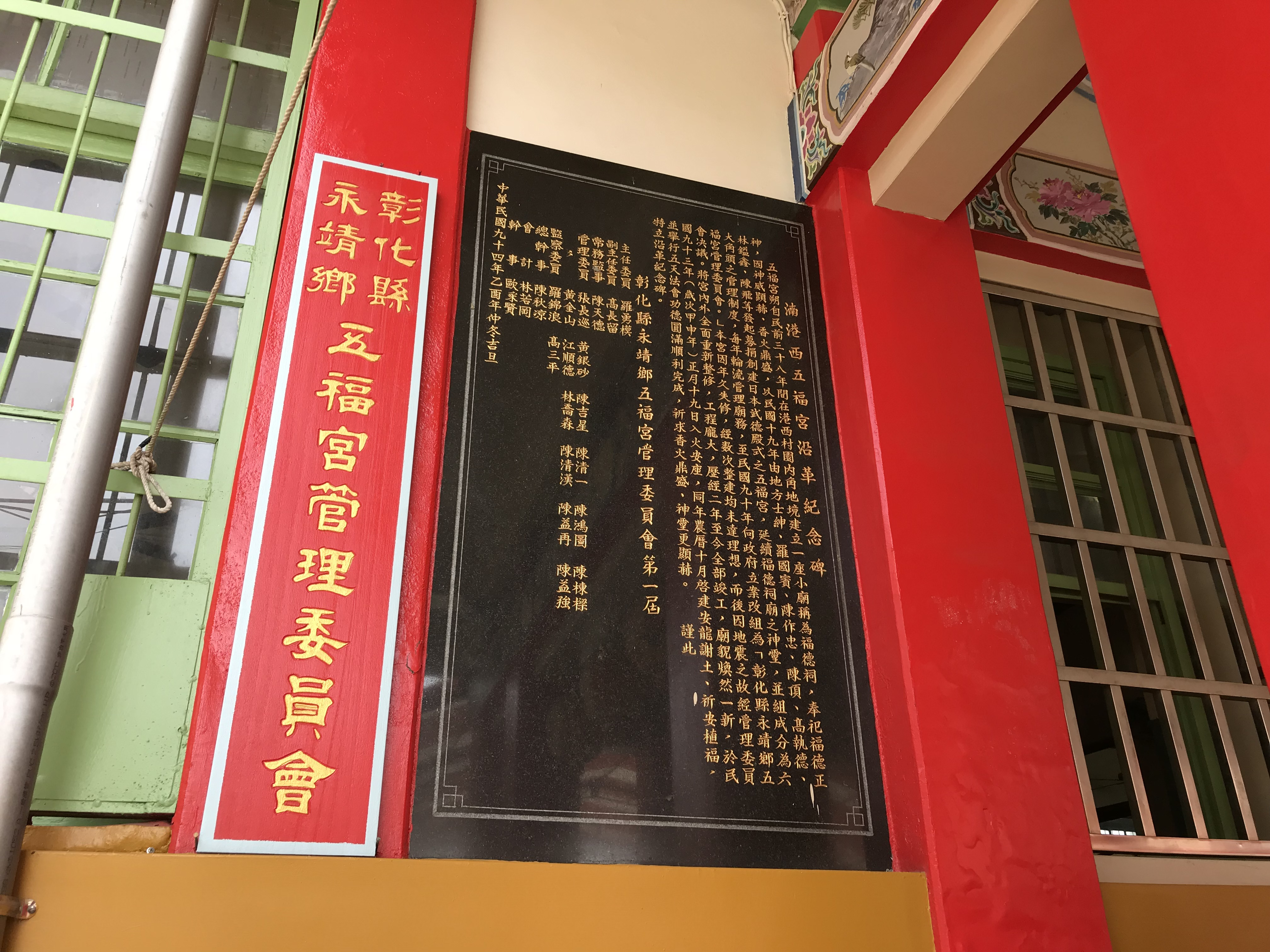
沿革寫為1874年建立，至1930年改為武德殿造型。

據五福村前村長高其揚回憶，此像武德殿的廟宇是臺灣日治時期的日本建築師所設計。建物完成後，即成為五福村及港西村共同的信仰中心，又廟前廣場甚大，可擺四十桌宴席，逢農曆二月初二及十月十五日，兩村村民即在此舉行宴客。該時代所建立日式風格的臺灣土地祠還有鐮子坑口金陵祠等。
傳統的土地公廟，建築小而簡單，後才有越見宏偉的建物，但建於日治的五福宮當時就已佔地廣大而高聳。建物讓許多外地人感到十分稀奇，也成為永靖旅遊景點之一。高其揚說，廟頂屋頂原本更高，造成整修屋瓦不便，遂將屋頂下降兩尺。2003年再進行整修。今廟址為五福村五福巷97號。

## 教育
在日治時期廟宇曾作為私塾，教育當地子弟。1964年，永靖士紳蒲秋鈴在鄉民代表會第八屆第二次定期大會中提案設置永靖國校分校，提案通過後，經鄉公所多方奔走辦理，設校土地雖不虞缺乏，但是財源短絀，無力負擔地上物補償，由當時湳港西的神明爺會、廟方的福德爺會鼎力支持，撥出十二萬元支應。
校方借用廟內的設施，設立永靖國校五福分班，直到1968年校舍完成，才改成永靖國小福德分班。校地距離廟宇約一公里。1973年，正式獨立成一所小學時，為感謝廟方遂取名「福德國小」。每逢畢業典禮，該校畢業生就會到此廟致敬。